# Nghị viện Catalunya
Nghị viện Catalunya (tiếng Catalan: Parlament de Catalunya, IPA: [pərɫəˈmen də kətəˈɫuɲə]) là một cơ quan lập pháp lithic độc lập của Catalonia. Nó được thành lập bởi 135 thành viên ("diputats"), những người được bầu ra mỗi bốn năm hoặc sau khi giải thể phi thường, được lựa chọn bởi cuộc bỏ phiếu phổ thông trong danh sách với bốn cử tri, các tỉnh Catalan. Tòa nhà Quốc hội nằm trong công viên Ciutadella, Barcelona.
Các cuộc bầu cử quốc hội gần đây nhất đã được tổ chức vào ngày 27 tháng 9 năm 2015. Kết quả của các kết quả bầu cử mới nhất, buồng lập pháp thông qua Tuyên bố để bắt đầu tiến trình độc lập của Catalonia. Trong văn kiện này, Quốc hội Catalonia "tuyên bố bắt đầu quá trình tạo ra một quốc gia độc lập của Catalan dưới hình thức của một nước cộng hòa" và được tuyên bố là "kho lưu trữ chủ quyền và sự biểu hiện của quyền lực cấu thành".
Quốc hội Catalonia đơn phương tuyên bố độc lập khỏi Tây Ban Nha vào ngày 27 tháng 10 năm 2017 với một cuộc bỏ phiếu 70-10, và thành lập Cộng hòa Catalan. 55 thành viên còn lại bỏ phiếu trắng hoặc tẩy chay bầu cử, không đồng ý với phong trào độc lập. Đáp lại Thủ tướng Tây Ban Nha Mariano Rajoy đã giải tán Quốc hội Catalonia và kêu gọi một cuộc bầu cử cấp khu vực vào ngày 21 tháng 12 năm 2017.

## Chức năng
- Bầu Chủ tịch của Generalitat de Catalunya.
- Thông qua luật Catalonia trong hoạt động kinh doanh theo thẩm quyền của mình.
- Thông qua ngân sách của Cộng đồng tự trị Catalonia.
- Kiểm soát hành động của Chính phủ Catalonia và các cơ quan tự trị, các công ty đại chúng và tất cả các cơ quan khác chịu trách nhiệm với cơ quan này.